# Marianela Nuñez
Marianela Núñez (San Martín, Buenos Aires, 23 de març de 1982) és una ballarina clàssica argentina membre des de 1997 del Royal Ballet de Londres i ballarina solista des de 2002. És molt coneguda per la seva bona tècnica.

## Biografia
Va néixer a San Martín (Buenos Aires), Argentina i no prové d'una família vinculada a la dansa sinó que va anunciar als sis anys que desitjava ser una ballarina tot i que mai havia vist un ballet complet.
Es va formar en l'Institut Superior d'Art del Teatre Colón, des dels viut anys seguint la guia d'Olga Ferri. Es va unir al ballet estable del teatre el 1996 y va formar part de la gira a l'Havana, Cuba.
El 1997 fou partenaire de Maximiliano Guerra a Uruguay, Espanya, Itàlia i el Japó. Fou integrant de la gira del ballet del Colón per Europa i Estats Units.
Fou audicionada per Anthony Dowell durant una gira del Ballet Real als Estats Units el 1998. Dowell estava vestit de Carabosse quan Marianela va audicionar per a ell. Es va unir a la Escuela del Ballet Real el 1998 i va ser elegida per ser la ballarina principal en la Soiree musicale a la gala per l'Aniversari número 100 per la dama Ninette de Valois. Es va unir a la companyia el 1999 i va ser promoguda a principal el 2002.
Té un ampli repertori i ha creat La Neige en Les saisons i un paper a El sueño de Acheron 2005 va demostrar que fiu un gran any per a Marianela en el qual va guanyar una gran aclamació de la crítica per la seva interpretació representant a Lise a La Fille Mal Gardee amb Carlos Acosta.
Les seves interpretacions recents a Sylvia també han obtingut aclamació de la crítica. Li han acreditat un refinat sentit de l'estil, i de mostrar una comprensió única de l'estil del coreògraf Frederick Ashton.
Marianella Nuñez va guanyar la prestigiosa concessió del Premi Richard Sherrington a la millor ballarina el 2005. El 2009 va obtenir el Premi Konex de Platí com la millor ballarina de la dècada a Argentina.
Va estar casada amb el ballarí Thiago Soares. La parella es va divorciar el 2015